# Condom-d’Aubrac
Condom-d’Aubrac település Franciaországban, Aveyron megyében. Lakosainak száma 289 fő (2022. január 1.). Condom-d’Aubrac Castelnau-de-Mandailles, Le Cayrol, Curières, Espalion, Montpeyroux, Saint-Chély-d’Aubrac, Saint-Côme-d’Olt és Saint-Urcize községekkel határos.

## Népesség
A település népessége az elmúlt években az alábbi módon változott:
| Lakosok száma | 471  | 336  | 349  | 317  | 307  | 302  | 301  | 295  | 292  | 289  |
|               | 1968 | 1982 | 1990 | 2006 | 2013 | 2015 | 2017 | 2019 | 2020 | 2022 |